# John Suckling

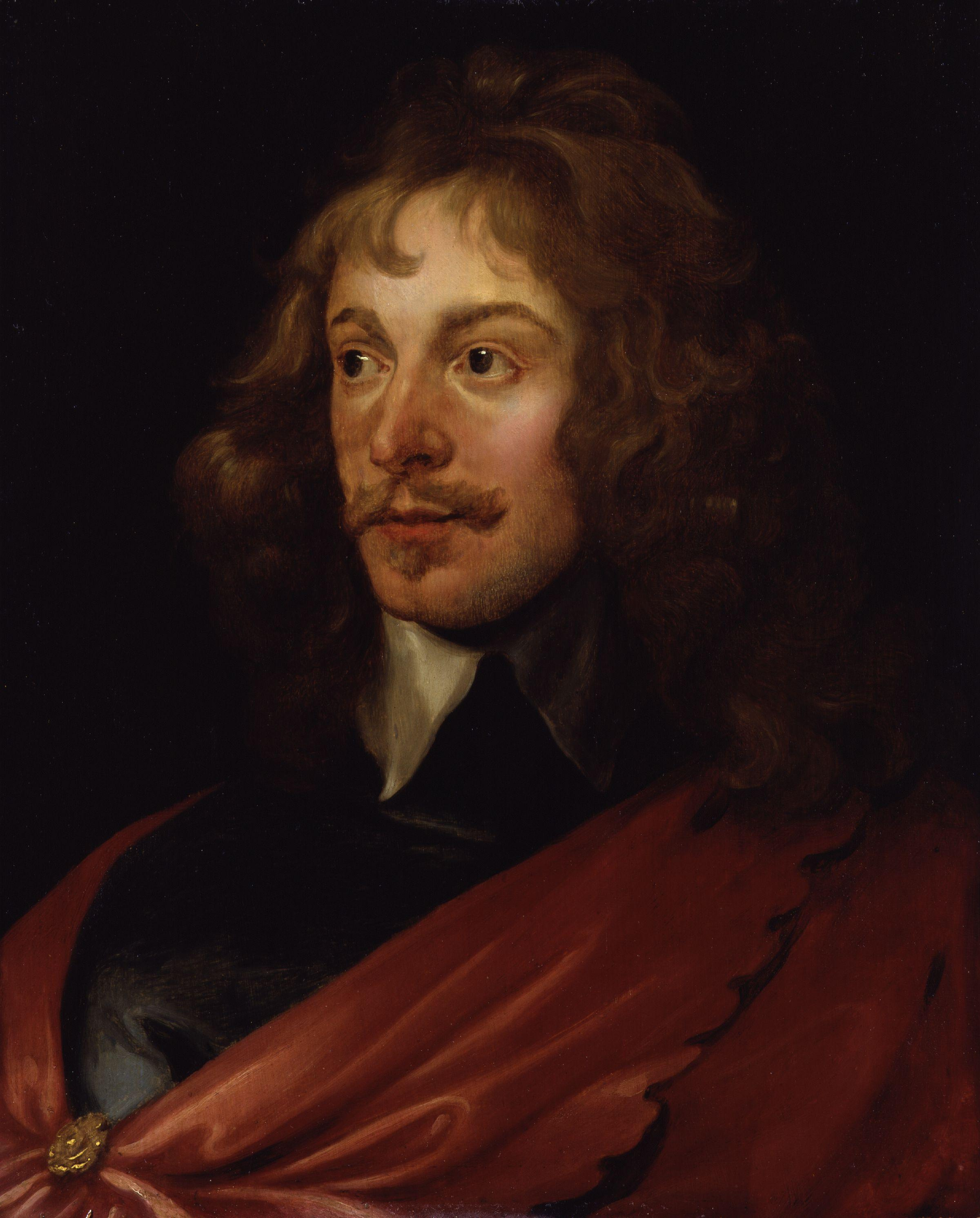
John Suckling, portret pędzla van Dycka

John Suckling (ur. luty 1609 w Whitton koło Twickenham w hrabstwie Middlesex, zm. 1642 w Paryżu) – angielski dworzanin, poeta metafizyczny i dramatopisarz.
Był synem sir Williama Sucklinga, bogatego szlachcica, nobilitowanego przez króla Jakuba I. W 1623 roku, mając piętnaście lat, rozpoczął studia w Trinity College Uniwersytetu w Cambridge. Odziedziczywszy po śmierci ojca ogromny majątek, zrezygnował ze studiów i zaczął wieść światowe życie. W latach 1628–32 podróżował po Europie, był we Francji i Włoszech; w roku 1631 na krótko powrócił do Anglii, by wyruszyć do Niemiec z posiłkami dla króla Szwecji Gustawa Adolfa, walczącego w wojnie trzydziestoletniej.
Do kraju wrócił w 1632 roku, zostając członkiem dworu Karola I. Zasłynął elegancją, dowcipem, ale i ekstrawagancką rozrzutnością: wystawiając w 1637 roku swoją sztukę Aglaura, ubrał grających w niej aktorów w pyszne stroje haftowane złotem i srebrem. W 1639 roku wziął udział w kampanii przeciw zbuntowanym Szkotom, wystawiając oddział stu jeźdźców ubranych w wymyślne mundury z drogich materiałów. Był zapalonym graczem w karty i kręgle, opracował zasady znanej do dzisiaj gry karcianej zwanej cribbage.
Anglię musiał opuścić w 1641 roku, gdy wyszła na jaw jego pomoc w próbie ucieczki z więzienia hrabiego Strafforda. Przeniósł się do Francji i niedługo potem zmarł w niewyjaśnionych okolicznościach: prawdopodobnie popełnił samobójstwo lub został zasztyletowany przez służącego.

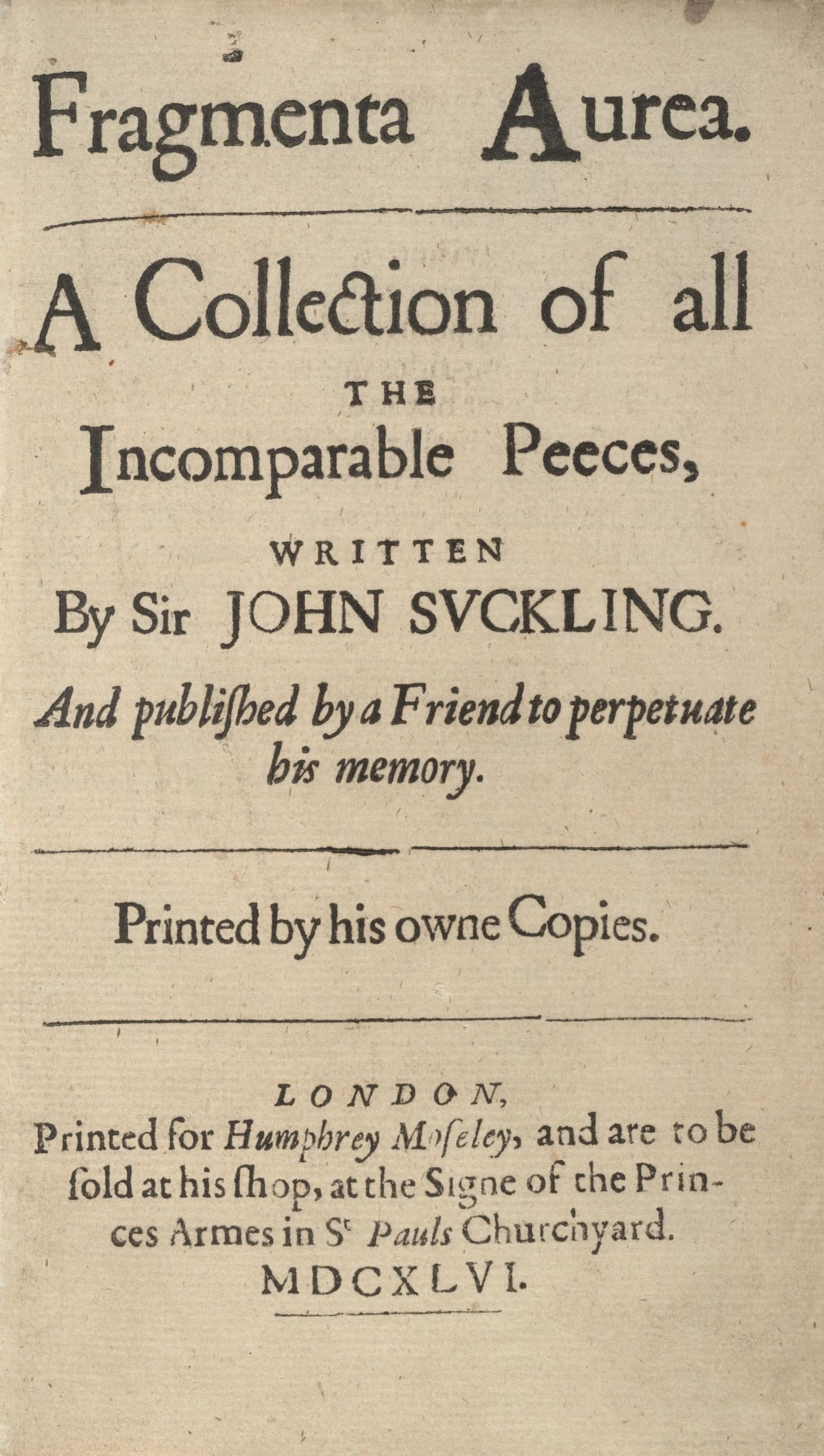
Fragmenta Aurea, 1646

Suckling był autorem czterech sztuk, z których najbardziej znana jest Aglaura, wydana in folio własnym nakładem w 1638 roku z dwoma zakończeniami: tragicznym i szczęśliwym. Tom utworów Sucklinga, zatytułowany Fragmenta aurea, ukazał się w 1646 roku. Poezja dworska Sucklinga, ironiczna i kolokwialna, wykazuje wyraźne wpływy Johna Donne'a.